# Пюгі
Пю́гі (ест. Pühi küla) — село в Естонії, у волості Камб'я повіту Тартумаа.

## Населення
Чисельність населення на 31 грудня 2011 року становила 77 осіб.

## Географія
Через населений пункт проходить автошлях 46 (Татра — Отепяе — Санґасте).